# 葛貫能隆
葛貫 能隆（つづらぬき/くずぬき よしたか）は、平安時代後期の武蔵国の武将・豪族。秩父重隆の嫡男。河越能隆とも称す。

## 生涯
葛貫別当と称している事から、武蔵国入間郡葛貫（現在の埼玉県毛呂山町）の葛貫牧、もしくは国衙の別当職にあったと見られる。久寿2年（1155年）8月、大蔵合戦で父の重隆が家督を争っていた畠山重能（能隆の従兄弟）らによって討たれ、秩父平氏の本拠であった大蔵は同族の畠山氏が獲得した。能隆の諱に秩父氏の通字である「重」の字がなく、重能の「能」という字が入っている事から、能隆は父の死後、重能の監視下にあった可能性がある。
大蔵の地を奪われ他所へ移らざるを得なくなった能隆は、嫡男重頼と共に葛貫や河越の地に移り、河越館（川越市上戸）を新たな拠点として土地の開発を行い、所領を後白河上皇へ寄進して河越氏の祖となった（父の重隆を祖とすることも多い）。重隆が有していた武蔵国留守所総検校職は、能隆が継いだ記録は見られないが、嫡子の重頼に継承されている。
『保元物語』には秩父党の戦力として「河越、師岡、秩父別当」の諸氏が見受けられるが、ここで言う秩父別当とは能隆の可能性がある。
飛田政一編『関東諸家系図(2)』では能隆の息子に盛重がおり、その養子に盛直（斎藤実盛の孫）がいることになっている。盛重は和田合戦で討ち死にしたことが『吾妻鏡』に記載されている。